# Giovanni Domenico Cerrini
Giovanni Domenico Cerrini (né à Pérouse le 24 octobre 1609 et mort à Rome le 30 avril 1681) ou Gian Domenico Cerrini ou encore il Cavalier Perugino, est un peintre italien baroque du XVIIe siècle, qui a été actif à Rome et largement influencé par l'école bolonaise.

## Biographie

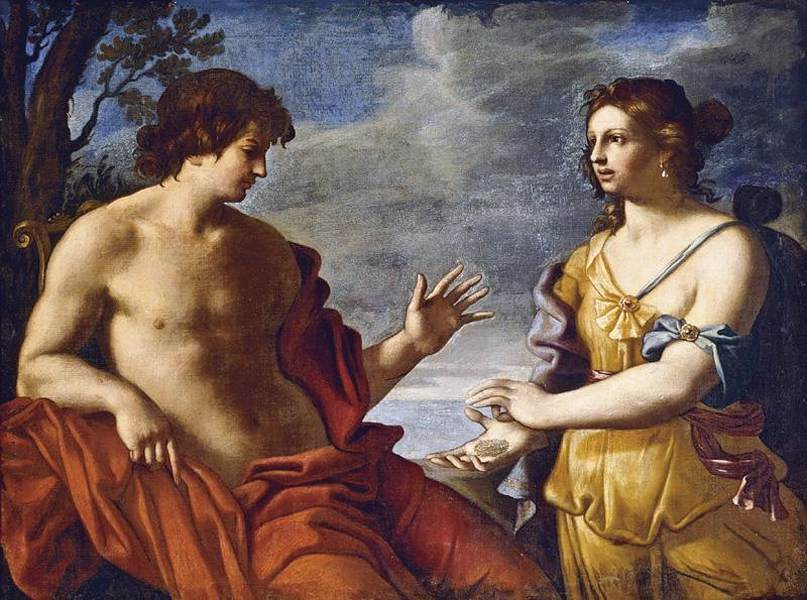
Apollon et la sybille de Cumes.

Giovanni Domenico Cerrini commence son apprentissage auprès de Giovanni Antonio Scaramuccia, puis en 1638 part à l'atelier romain de Guido Reni, influencé fortement par Giovanni Lanfranco, le Guerchin, Domenichino et Andrea Sacchi.
Patronné par la famille du cardinal Bernardino Spada, il reçoit les commissions du cardinal Giulio Rospigliosi (futur pape Clément IX) pour décorer la coupole de Santa Maria della Vittoria (1654-1655).
Ses œuvres sont conservées dans de nombreuses églises de Rome, dont l'église Santa Maria in Traspontina, l'église Saint-Charles-des-Quatre-Fontaines, Chiesa Nuova, l'église San Carlo ai Catinari, Santissimo Sudario dei Piemontesi, Sant’ Isidoro, ainsi que la Galerie Colonna, le Palazzo Spada, et la galerie d'art du Palazzo Corsini.

## Œuvres
- Aix-en-Provence
  - Abramo respinge Agar e Ismaele, musée Granet, 122 × 172 cm
- Ascoli Piceno
  - San Giovanni Battista, église de Sant’ Angelo Magno,  245 × 172 cm
- Berlin
  - Apollo e la Sibilla Cumana, Gemäldegalerie,  102 × 133,3 cm
  - Ritratto di giovane donna, Gemäldegalerie,  66 × 50 cm
- Bologne
  - Allegoria della pittura, Pinacoteca Nazionale,  129 × 107 cm
- Extauri Navarra
  - Giuditta e Oloferne, collection privée,  124 × 173 cm
- Florence
  - Allegoria della pittura, collection privée,  90 × 70 cm
  - Eraclito e Democrito, galerie Statali,  145 × 182 cm
  - Giuseppe spiega i sogni, collection privée,  174 × 145 cm
  - Scena biblica (Storia di san Giovanni Battista ?), Galerie Statali, conservée à San Salvi,  240 × 300 cm
  - Sacra Famiglia con sant’ Elisabetta, Galerie Palatine,  133 × 115 cm
  - Sacra Famiglia con santa Elisabetta, Galerie des Offices (depositi),  127 × 110 cm
  - San Bernardo, Galerie des Offices (dépôt),  126 × 97 cm
  - Mosè ed Aronne, galerie Statali, déposée auprès de l’Accademia Petrarca d'Arezzo, 226 × 326 cm
  - Mosè, galerie Statali,  225 × 182 cm
  - Portatrice d’uova, galerie Corsini,  96 × 78 cm
  - San Girolamo, galerie Statali,  115 × 165 cm
  - Sant’ Agostino addita alla Religione il libro delle sue opere, Galerie Palatine,  50 × 76 cm
  - Humana Fragilitas, musée Bardini,  130 × 97 cm
- Forlì
  - San Giovanni Battista, Pinacoteca civica
- Genève
  - Martirio di san Sebastiano, Musée d’Art et d’Histoire,  246 × 170,5 cm
- Madrid
  - Il Tempo aggredisce la Bellezza, musée du Prado,  258 × 229 cm
  - Maddalena in meditazione, musée du Prado,  142 × 142 cm
- Milan
  - Sposalizio mistico di santa Caterina, collection privée,  155 × 167 cm
  - La Negazione di san Pietro, Altomani & Sons Antiquari,  120 × 170
- Modène
  - Giovane donna, Galleria Antiquaria Cantore,  45 × 39 cm
- Montecomparti
  - Apparizione dell’Angelo alla Maddalena, pinacothèque du Convento di San Silvestro,   220 × 157 cm
  - La Preghiera di Cristo nell’ Orto, pinacothèque du Convento di San Silvestro,  220 × 150 cm
- Paris
  - Testa di un angelo, galerie Ratton-Ladrière,  27 × 22 cm
  - Maddalena, musée du Louvre,  148 × 105 cm
- Pergola
  - Sant’ Orsola, Museo dei Bronzi Dorati e della Città di Pergola,  296 × 194 cm
- Pérouse
  - La Negazione di san Pietro, collection privée, 117,5 × 157 cm
  - Incredulità di san Tommaso, collection privée, 123 × 180 cm
  - Madonna col Bambino, basilique San Pietro,  135 × 100 cm
  - San Giovanni Battista, basilique San Pietro,  135 × 96,5 cm
  - Allegoria della Fortuna, collection privée, 124 × 110 cm
  - Carità romana, fondation Cassa di Risparmio,  172 × 122 cm
  - Apollo e la Sibilla Cumana, fondation Cassa di Risparmio,  101,6 × 134,6 cm
  - Sacra Famiglia con due angeli, fondation Cassa di Risparmio,  220 × 202 cm
  - Sacra Famiglia con san Giovannino e santa Elisabetta, Galleria Nazionale dell' Umbria,  139 × 173 cm
- Pesaro
  - La Liberazione di san Pietro dal carcere, Toschi Mosca Dipinti Antichi,  123 × 167 cm
- Rennes
  - La Musa Euterpe, musée des Beaux-arts,  63 × 47 cm
- Ro Ferrarese
  - Risanamento miracoloso di uno storpio, Fondation Cavallini Sgarbi,  100 × 75 cm
- Rome
  - Allegoria della pittura, collection privée,  90 × 70 cm
  - Cristo e la Samaritana, Galleria Nazionale d'Arte Antica, Palais Barberini,  235 × 304 cm
  - David con la testa di Golia, Galleria Spada,  202 × 148 cm
  - Figura femminile, collection privée,  53,5 × 49,5 cm
  - Sacra Famiglia con sant’Elisabetta, Galleria Nazionale d'Arte Antica, Palais Corsini, 131 × 130 cm
  - Ritratto del cardinale Bernardino Spada, Galleria Spada,  74,5 × 62 cm
  - Ritratto di gentiluomo, collection privée,  87 × 70 cm
  - San Sebastiano curato dalle pie donne, Galerie Colonna, 319 × 216 cm
  - Sant’ Orsola, Convento di San Carlino alle Quattro Fontane
  - Apparizione della Sacra Famiglia alle sante Caterina e Agnese, Convento di San Carlino alle Quattro Fontane
- Tours
  - Amnon e Thamar, Musée des beaux-arts,  118 × 168 cm
- Venise
  - La Maga Circe, collection privée,  120 × 90 cm

## Sources
- (en) Cet article est partiellement ou en totalité issu de l’article de Wikipédia en anglais intitulé « Giovanni Domenico Cerrini » (voir la liste des auteurs).